# Unterseeboot 977
L'Unterseeboot 977 ou U-977 est un sous-marin allemand (U-Boot) de type VII-C utilisé par la Kriegsmarine pendant la Seconde Guerre mondiale.

## Conception
Unterseeboot type VIIC/41, l'U-977 avait un déplacement de 769 tonnes en surface et 871 tonnes en plongée. Il avait une longueur totale de 67,10 m, un maître-bau de 6,20 m, une hauteur de 9,60 m et un tirant d'eau de 4,74 m. Le sous-marin était propulsé par deux hélices de 1,23 m, deux moteurs diesel Germaniawerft M6V 40/46 de 6 cylindres en ligne de 1 400 cv à 470 tr/min, produisant un total de 2 060 à 2 350 kW en surface et de deux moteurs électriques Brown, Boveri & Cie GG UB 720/8 de 375 cv à 295 tr/min, produisant un total 550 kW, en plongée. Le sous-marin avait une vitesse en surface de 17,7 nœuds (32,8 km/h) et une vitesse de 7,6 nœuds (14,1 km/h) en plongée. Immergé, il avait un rayon d'action de 80 milles marins (150 km) à 4 nœuds (7,4 km/h; 4,6 milles par heure) et pouvait atteindre une profondeur de 230 m. En surface son rayon d'action était de 8 500 milles nautiques (soit 15 700 km) à 10 nœuds (19 km/h).
L'U-977 était équipé de cinq tubes lance-torpilles de 53,3 cm (quatre montés à l'avant et un à l'arrière) et embarquait dix torpilles. Il était équipé d'un canon de 8,8 cm SK C/35 (220 coups), d'un canon antiaérien de 20 mm Flak et d'un canon 37 mm Flak en version LM 43U, doté d'un bouclier pliant court sur son Wintergarten supérieur. Il pouvait transporter 26 mines TMA ou 39 mines TMB. Son équipage comprenait 4 officiers et 40 à 56 officiers mariniers et matelots.

## Historique

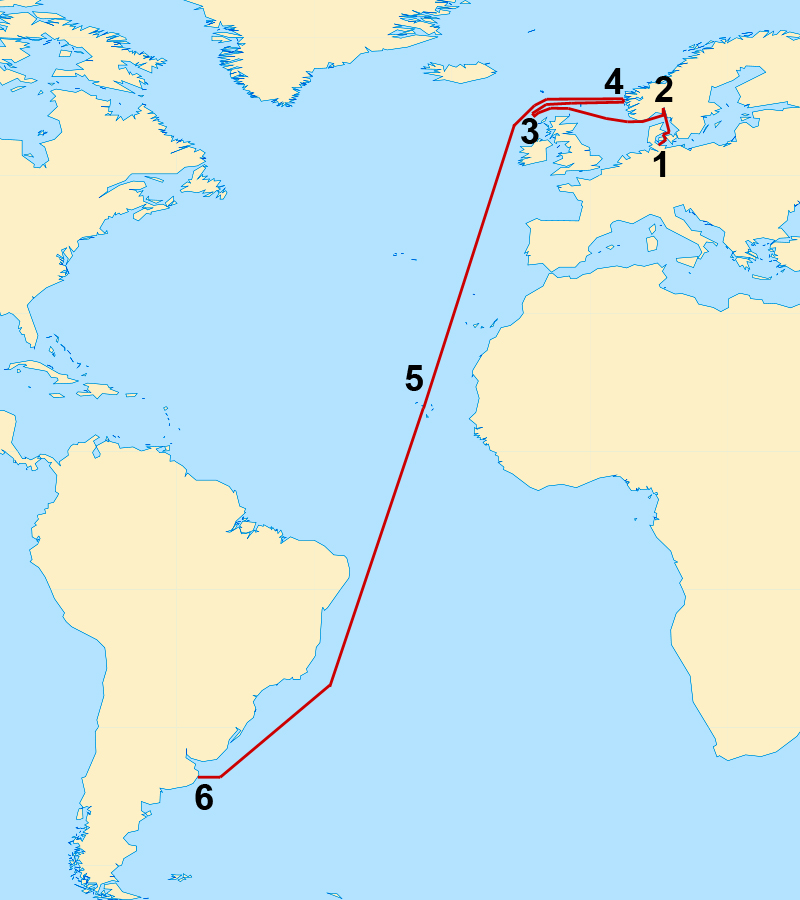
Itinéraire et escales de l'U-977 : départ de Kiel, avril 1945 (1), escale intermédiaire en Norvège, 2 mai 1945 (2), fin de la guerre, 8 mai 1945 (3), retour en Norvège et début du voyage en submersion, 10 mai 1945 (4), fin du voyage en submersion et arrivée au îles du Cap-Vert, juillet 1945 (5), arrivée à Mar del Plata (Argentine), 17 août 1945 (6).

Ce sous-marin allemand de Type VII-C quitte le port de Kristiansand en Norvège, le 2 mai 1945 pour attaquer les navires du port de Southampton, en Angleterre, sous les ordres du capitaine de corvette Heinz Schäffer (es).
Le 4 mai 1945, l'U-977 débarque près de Bergen seize hommes de l'équipage désirant regagner l'Allemagne.
À la suite d'une avarie de périscope qui l'oblige à naviguer à l'aveugle en plongée, il change de direction et part pour l'Argentine, où il arrive le 17 août suivant, après une brève escale secrète aux îles du Cap-Vert le 14 juillet.
Cette odyssée de trois mois et demi de navigation, sans quasiment faire surface, en fonctionnant au snorkel pendant 66 jours, constitue un exploit et une violation des ordres donnés par l'amiral Dönitz du 8 mai 1945, imposant à toutes les unités de la Kriegsmarine de se rendre aux Alliés ou de rallier leur port d'attache sous huit jours. Le sous-marin U-530 a lui aussi réalisé cette traversée dans les mêmes conditions pour parvenir en Argentine au mois de juillet 1945.
L’arrivée du U-977 à Mar del Plata, à 400 km de Buenos Aires, plus de trois mois après la fin des hostilités provoque une énorme surprise dans le monde. Il est soupçonné d'avoir torpillé des navires marchands après le 8 mai. Le commandant Schaeffer a eu la prudence de garder toutes ses torpilles pour se disculper. Son équipage est livré aux Américains qui l'interrogent longtemps parce qu'il est soupçonné d'avoir transporté Hitler, Bormann et Eva Braun en Argentine. Un début de polémique éclate sur les éventuelles complicités internationales dont pourraient bénéficier certains criminels nazis.
En fait, personne d'important n'était présent dans le navire ; cette croisière a été décidée à l'initiative du commandant qui a persuadé les hommes de son équipage qu'ils pourraient refaire leur vie dans ce pays neutre pendant la guerre. La même hypothèse a été faite en ce qui concerne le U-530.
Finalement, l'U-977 est livré aux États-Unis. Le 13 novembre 1946, il est coulé devant les côtes du Massachusetts à la position approximative 42° 00′ N, 70° 00′ O, en servant de cible dans des essais de torpilles.
Plus tard, le commandant Heinz Schaeffer écrit ses mémoires, retraçant cette histoire.

## Affectations
- du 6 septembre 1943 au 30 septembre 1943 : 5. Unterseebootsflottille (entrainement)
- du 1er octobre 1943 au 28 février 1945 : 21. Unterseebootsflottille (bateau école)
- du 1er mars 1945 au 8 mai 1945 : 31. Unterseebootsflottille (entrainement)

## Commandements
- Hans Leilich 6 mai 1943 au 1er mars 1945
- Heinz Schaeffer 1er mars 1945 au 17 août 1945

## Navires coulés
- Aucun navire coulé ou endommagé.